# Mingea (film)
Mingea este un film românesc din 1959 regizat de Sinișa Ivetici și Andrei Blaier. Rolurile principale au fost interpretate de actorii Lazăr Vrabie, Ion Bodeanu și Andrei Codarcea. A intrat în concurs la prima ediţie a Festivalului Internațional de Film de la Moscova.

## Rezumat
Un copil infirm visează să aibă o minge pe care tatăl său intenționează să i-o cumpere cu ultimii săi bani. Banii îi sunt furați, dar copilul va primi o minge de la un vecin care știa ce își dorește acesta.

## Distribuție
- Lazăr Vrabie — Mihai, fost profesor de istorie, tatăl lui Ionel
- Ioan Bodeanu — Ionel, un copil infirm
- Andrei Codarcea — Chiriță, muncitor comunist, vecinul profesorului
- Ion Ulmeni — Crișan, directorul Liceului „Regele Carol”
- Sandu Sticlaru — polițistul sectorist
- Lucia Mara Dabija — profesoara de muzică
- Antoaneta Glodeanu — tanti Maria, nevasta lui Chiriță (menționată Antoaneta Gîlmeanu)
- Chiriță Misail
- Consuela Roșu
- Mircea Stroe
- Mircea Constantinescu-Govora (menționat Constantinescu-Govora)
- Tatiana Ștefănescu
- Pavel Enache
- Zaharia Ionescu
- Constantin Vaeni — copil (menționat Constantin Vaene)
- Gheorghe Stănescu